# 자선비
자선비는 대한민국 경기도 안산시 단원구에 있다. 1985년 12월 12일 안산시의 향토유적 제20호로 지정되었다.

## 개요
한말(韓末)에서 1920년대 초까지 생존했던 이 고장의 덕망(德望) 높았던 재산가(財産家)·유지로서 본관은 경주(慶州). 일찍이 부농(富農)의 아들로 태어났으나, 스스로 가난한 민중의 처지를 깊이 헤아려 일부의 땅은 가난한 소작인들에게 나누어 주고 빚과 소작료(小作料)를 탕감(蕩減)해 주는 등 범인(凡人)이면 생각할 수 없는 큰 덕량(德量)을 베풀었다고 한다. 그 뒤 선생이 별세하자 은혜(恩惠)를 입은 마을 사람들이 거향적(擧鄕的)으로 장례(葬禮)를 치르고 생전의 고마운 마음씨와 그 뜻을 기리기 위하여 현 대부남4동에 위치한 선행의 묘소 앞에 자선비(慈善碑)를 건립하였다.